# Gliese 832
Gliese 832 (GJ 832) è una stella nella costellazione della Gru, di magnitudine apparente +8,66 e relativamente vicina al sistema solare, da cui dista circa 16 anni luce.
È una nana rossa di tipo spettrale M2V, con una massa ed un raggio equivalenti a circa la metà di quelli del Sole, irradia solo lo 0,7% della luminosità solare nel visibile (2,8% considerando l'infrarosso), e pertanto, nonostante la vicinanza, non è visibile ad occhio nudo dalla Terra.
La stella più vicina a Gliese 832 è Lacaille 8760, distante 4,2 anni luce, mentre poco più distante si trova Epsilon Indi, a 4,8 anni luce.

## Sistema planetario
Nel settembre 2008 è stata annunciata la scoperta di un pianeta gioviano in orbita attorno alla stella, Gliese 832 b.
Il pianeta ha una massa minima di 0,64 volte quella di Giove e dista circa 3,4 U.A. dalla stella madre, impiegando quasi 9 anni e mezzo per compiere una rivoluzione attorno alla stella. Considerando la bassa luminosità della stella madre, a quella distanza la temperatura superficiale del pianeta sarebbe piuttosto bassa (40 K), circa come quella di Plutone, che dal Sole dista mediamente 40 UA.
Nel giugno 2014 viene scoperto un secondo pianeta. Questo si crede di essere di massa una Super Terra, e da allora è stato dato il nome Gliese 832 c.
Uno studio del 2022 ha rivisto il periodo di rotazione della stella da 45 a 37,5 giorni, molto simile al periodo orbitale del pianeta c, suggerendo che il segnale sia dovuto probabilmente all'attività stellare e non alla presenza di un pianeta. L'enciclopedia dei pianeti extrasolari, al 2022, nel suo database indica la presenza del solo pianeta b in questo sistema.
| Pianeta | Tipo            | Massa        | Periodo orb.        | Sem. maggiore    | Eccentricità | Scoperta |
| ------- | --------------- | ------------ | ------------------- | ---------------- | ------------ | -------- |
| c*      | Super Terra     | ≥ 5,4 ± 1 M⊕ | 35,68 ± 0,03 giorni | 0,162 ± 0-017 UA | 0,18 ± 0,13  | 2014     |
| b       | Gigante gassoso | ≥ 0,74 MJ    | 3838 giorni         | 3,4 ± 0,4 UA     | 0,04         | 2008     |

* Contestato